# 岩國市
岩國市（日语：／ Iwakuni shi */?）是位於日本中國地方山口縣最東端的城市，以小瀨川為界與廣島縣相接。由於距離廣島市僅35公里且鐵公路交通便利，因此在經濟上與廣島的關係遠較山口縣內其他城市為緊密，有時會被誤以為屬於廣島縣，因此會出現「廣島縣岩國市」的戲謔稱呼。
錦帶橋為市內最具代表性的景點，而岩國飛行場為日本海上自衛隊與美國海軍陸戰隊駐日部隊共用的軍事基地。

## 人口
| 岩國市人口分布圖 |                                               |  |
| 岩國市與日本全國年齡別人口分布比較圖 （2005年資料） | 岩國市的年齡、男女別人口分布圖 （2005年資料） |  |
| ■紫色是岩國市 ■綠色是全国 | ■藍色是男性 ■紅色是女性                       |  |
| 岩國市人口變化 \| 1970年 \| 157,338人 \| \| \| 1975年 \| 161,103人 \| \| \| 1980年 \| 163,692人 \| \| \| 1985年 \| 161,682人 \| \| \| 1990年 \| 158,293人 \| \| \| 1995年 \| 156,347人 \| \| \| 2000年 \| 153,985人 \| \| \| 2005年 \| 149,702人 \| \| \| 2010年 \| 143,857人 \| \| \| 2015年 \| 136,757人 \| \| \| 2020年 \| 129,125人 \| \| |                                               |  |
| 資料來源：日本總務省統計中心提供之人口普查數據 |                                               |  |
| 1970年 | 157,338人                                     |  |
| 1975年 | 161,103人                                     |  |
| 1980年 | 163,692人                                     |  |
| 1985年 | 161,682人                                     |  |
| 1990年 | 158,293人                                     |  |
| 1995年 | 156,347人                                     |  |
| 2000年 | 153,985人                                     |  |
| 2005年 | 149,702人                                     |  |
| 2010年 | 143,857人                                     |  |
| 2015年 | 136,757人                                     |  |
| 2020年 | 129,125人                                     |  |

## 歷史
岩國地區過去是山陽道的交通要衝，在室町時代是由岩國氏和廣中氏所統治，在戰國時代後成為毛利氏的領地，江戶時代則成為毛利氏
親族吉川氏的領地，江戶時代結束後，一度短暫設立為岩國藩，但在1871年實施廢藩置縣後，改設為岩國縣，但同年又被併入山口縣。
由於地理鄰近軍事重鎮廣島市、吳市和江田島市，因此在昭和時代設置了日本陸軍燃料廠、海軍潛水艇訓練基地和海軍岩國航空隊。

### 年表
- 1889年4月1日：實施町村制，現在的轄區在當時分屬：玖珂郡岩國町、橫山村、麻里布村、川下村、愛宕村、灘村、小瀨川村、御庄村、北河內村、南河內村、師木野村、通津村、由宇村、神代村、玖珂村、本鄉村、高森村、祖生村、米川村、川越村、廣瀨村、深須村、高根村、河波村、桑根村、秋中村、賀見畑村、涉前村、藤谷村。
- 1904年1月1日：涉前村和藤谷村合併為坂上村。
- 1905年4月1日：岩國町與橫山村合併為新設置的岩國町。
- 1899年4月1日：小瀨川村被分割為小瀨村和和木村（後來的和木町）兩村。
- 1911年7月1日：河波村的部分地區被併入本鄉村，其餘地區則獨立改名為河山村。
- 1916年6月1日：藤河村從御庄村分村。
- 1924年8月1日：
  - 玖珂村改制為玖珂町。
  - 高森村改制為高森町。
- 1926年2月11日：由宇村改制為由宇町。
- 1928年4月29日：麻里布村改制為麻里布町。
- 1940年4月1日：岩國町、麻里布町、川下村、愛宕村、灘村合併為岩國市。
- 1940年11月3日：廣瀨村改制為廣瀨町。
- 1955年4月1日：
  - 小瀨村、藤河村、御庄村、北河內村、南河內村、師木野村和通津村被併入岩國市。
  - 神代村的部分地區與鳴門村合併為大畠村（現為柳井市的一部分），其餘地區被併入由宇町。
  - 高森町、祖生村、米川村、川越村合併為周東町。
  - 廣瀨町、深須村、高根村合併為錦町。
  - 秋中村、賀見畑村合併為美和町。
- 1955年7月20日：河山村和桑根村合併為美川村。
- 1956年9月30日：美和町和坂上村合併為美和町。
- 1959年4月1日：美川村改制為美川町。
- 2006年3月20日：岩國市與由宇町、玖珂町、本鄉村、周東町、錦町、美川町、美和町合併為新的岩國市。

### 變遷表
| 1889年4月1日        | 1889年 - 1926年              | 1926年 - 1954年            | 1955年 - 1989年              | 1955年 - 1989年            | 1989年 - 現在              | 現在                       |
| ------------------- | ---------------------------- | -------------------------- | ---------------------------- | -------------------------- | -------------------------- | -------------------------- |
| 小瀨川村            | 1899年4月1日 和木村          | 1899年4月1日 和木村        | 1899年4月1日 和木村          | 1973年4月1日 改制為和木町  | 1973年4月1日 改制為和木町  | 1973年4月1日 改制為和木町  |
| 小瀨川村            | 1899年4月1日 小瀨村          | 1899年4月1日 小瀨村        | 1955年4月1日 合併為岩國市    | 1955年4月1日 合併為岩國市  | 2006年3月20日 合併為岩國市 | 2006年3月20日 合併為岩國市 |
| 岩國町              | 1905年4月1日 合併為岩國町    | 1940年4月1日 岩國市        | 1955年4月1日 合併為岩國市    | 1955年4月1日 合併為岩國市  | 2006年3月20日 合併為岩國市 | 2006年3月20日 合併為岩國市 |
| 橫山村              | 1905年4月1日 合併為岩國町    | 1940年4月1日 岩國市        | 1955年4月1日 合併為岩國市    | 1955年4月1日 合併為岩國市  | 2006年3月20日 合併為岩國市 | 2006年3月20日 合併為岩國市 |
| 麻裡布村            | 1928年4月29日 改制為麻裡布町 | 1940年4月1日 岩國市        | 1955年4月1日 合併為岩國市    | 1955年4月1日 合併為岩國市  | 2006年3月20日 合併為岩國市 | 2006年3月20日 合併為岩國市 |
| 川下村              |                              | 1940年4月1日 岩國市        | 1955年4月1日 合併為岩國市    | 1955年4月1日 合併為岩國市  | 2006年3月20日 合併為岩國市 | 2006年3月20日 合併為岩國市 |
| 愛宕村              |                              | 1940年4月1日 岩國市        | 1955年4月1日 合併為岩國市    | 1955年4月1日 合併為岩國市  | 2006年3月20日 合併為岩國市 | 2006年3月20日 合併為岩國市 |
| 灘村                |                              | 1940年4月1日 岩國市        | 1955年4月1日 合併為岩國市    | 1955年4月1日 合併為岩國市  | 2006年3月20日 合併為岩國市 | 2006年3月20日 合併為岩國市 |
| 御庄村              | 御庄村                       | 御庄村                     | 1955年4月1日 合併為岩國市    | 1955年4月1日 合併為岩國市  | 2006年3月20日 合併為岩國市 | 2006年3月20日 合併為岩國市 |
| 御庄村              | 1916年6月1日 藤河村          |                            | 1955年4月1日 合併為岩國市    | 1955年4月1日 合併為岩國市  | 2006年3月20日 合併為岩國市 | 2006年3月20日 合併為岩國市 |
| 北河內村            |                              |                            | 1955年4月1日 合併為岩國市    | 1955年4月1日 合併為岩國市  | 2006年3月20日 合併為岩國市 | 2006年3月20日 合併為岩國市 |
| 南河內村            |                              |                            | 1955年4月1日 合併為岩國市    | 1955年4月1日 合併為岩國市  | 2006年3月20日 合併為岩國市 | 2006年3月20日 合併為岩國市 |
| 師木野村            |                              |                            | 1955年4月1日 合併為岩國市    | 1955年4月1日 合併為岩國市  | 2006年3月20日 合併為岩國市 | 2006年3月20日 合併為岩國市 |
| 通津村              |                              |                            | 1955年4月1日 合併為岩國市    | 1955年4月1日 合併為岩國市  | 2006年3月20日 合併為岩國市 | 2006年3月20日 合併為岩國市 |
| 玖珂村              | 1924年8月1日 玖珂町          | 1924年8月1日 玖珂町        | 1924年8月1日 玖珂町          | 1924年8月1日 玖珂町        | 2006年3月20日 合併為岩國市 | 2006年3月20日 合併為岩國市 |
| 本鄉村              |                              |                            |                              |                            | 2006年3月20日 合併為岩國市 | 2006年3月20日 合併為岩國市 |
| 高森村              | 1924年8月1日 高森町          | 1924年8月1日 高森町        | 1955年4月1日 周東町          | 1955年4月1日 周東町        | 2006年3月20日 合併為岩國市 | 2006年3月20日 合併為岩國市 |
| 祖生村              |                              |                            | 1955年4月1日 周東町          | 1955年4月1日 周東町        | 2006年3月20日 合併為岩國市 | 2006年3月20日 合併為岩國市 |
| 米川村              |                              |                            | 1955年4月1日 周東町          | 1955年4月1日 周東町        | 2006年3月20日 合併為岩國市 | 2006年3月20日 合併為岩國市 |
| 川越村              |                              |                            | 1955年4月1日 周東町          | 1955年4月1日 周東町        | 2006年3月20日 合併為岩國市 | 2006年3月20日 合併為岩國市 |
| 廣瀨村              | 廣瀨村                       | 1940年11月3日 改制為廣瀨町 | 1955年4月1日 錦町            | 1955年4月1日 錦町          | 2006年3月20日 合併為岩國市 | 2006年3月20日 合併為岩國市 |
| 深須村              |                              |                            | 1955年4月1日 錦町            | 1955年4月1日 錦町          | 2006年3月20日 合併為岩國市 | 2006年3月20日 合併為岩國市 |
| 高根村              |                              |                            | 1955年4月1日 錦町            | 1955年4月1日 錦町          | 2006年3月20日 合併為岩國市 | 2006年3月20日 合併為岩國市 |
| 河波村              | 1911年7月1日 改名為河山村    | 1911年7月1日 改名為河山村  | 1955年7月20日 合併為美川村。 | 1959年4月1日 改制為美川町  | 2006年3月20日 合併為岩國市 | 2006年3月20日 合併為岩國市 |
| 桑根村              |                              |                            | 1955年7月20日 合併為美川村。 | 1959年4月1日 改制為美川町  | 2006年3月20日 合併為岩國市 | 2006年3月20日 合併為岩國市 |
| 秋中村              | 秋中村                       | 秋中村                     | 1955年4月1日 美和町          | 1956年9月30日 合併為美和町 | 2006年3月20日 合併為岩國市 | 2006年3月20日 合併為岩國市 |
| 賀見畑村            |                              |                            | 1955年4月1日 美和町          | 1956年9月30日 合併為美和町 | 2006年3月20日 合併為岩國市 | 2006年3月20日 合併為岩國市 |
| 涉前村              | 1904年1月1日 坂上村          | 1904年1月1日 坂上村        | 1904年1月1日 坂上村          | 1956年9月30日 合併為美和町 | 2006年3月20日 合併為岩國市 | 2006年3月20日 合併為岩國市 |
| 藤谷村              | 1904年1月1日 坂上村          | 1904年1月1日 坂上村        | 1904年1月1日 坂上村          | 1956年9月30日 合併為美和町 | 2006年3月20日 合併為岩國市 | 2006年3月20日 合併為岩國市 |
| 由宇村              | 1926年2月11日 改制為由宇町   | 1926年2月11日 改制為由宇町 | 由宇町                       | 由宇町                     | 2006年3月20日 合併為岩國市 | 2006年3月20日 合併為岩國市 |
| 神代村              |                              |                            | 由宇町                       | 由宇町                     | 2006年3月20日 合併為岩國市 | 2006年3月20日 合併為岩國市 |
| 1955年4月1日 大畠村 | 1971年4月1日 改制為大畠町。  | 2005年2月21日 合併為柳井市 | 2005年2月21日 合併為柳井市   |                            |                            |                            |

## 交通

### 鐵路
- 西日本旅客鐵道
  - 山陽新幹線：新岩國車站
  - 山陽本線：岩國車站 - 南岩國車站 - 藤生車站 - 通津車站 - 由宇車站 - 神代車站
  - 岩德線：岩國車站 - 西岩國車站 - 川西車站 - 柱野車站 - 欽明路車站 - 玖珂車站 - 周防高森車站 - 米川車站
- 錦川鐵道
  - 錦川清流線：川西車站 - 清流新岩國車站 - 守內瘡神車站 - 南河內車站 - 行波車站 - 北河內車站 - 椋野車站 - 南桑車站 - 根笠車站 - 河山車站 - 柳瀨車站 - 錦町車站

### 港口
- 岩國港

### 纜車
- 岩國城纜車

### 道路
高速道路
- 山陽自動車道：岩國交流道 - 玖珂休息區 - 玖珂交流道
- 岩國大竹道路（興建中）：室之木交流道 - 山手交流道
- 中國自動車道：深谷休息區

## 觀光資源

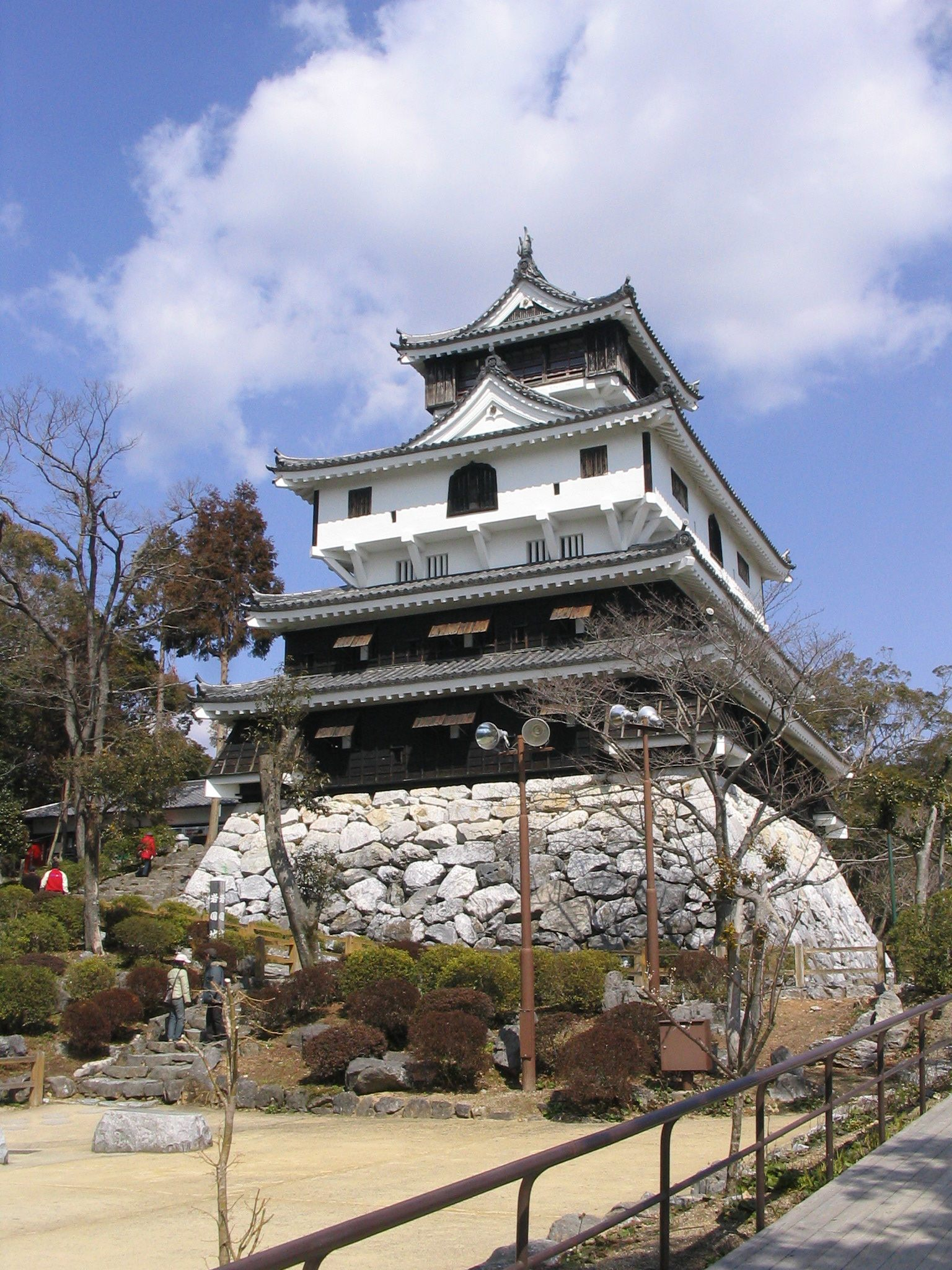
岩國城

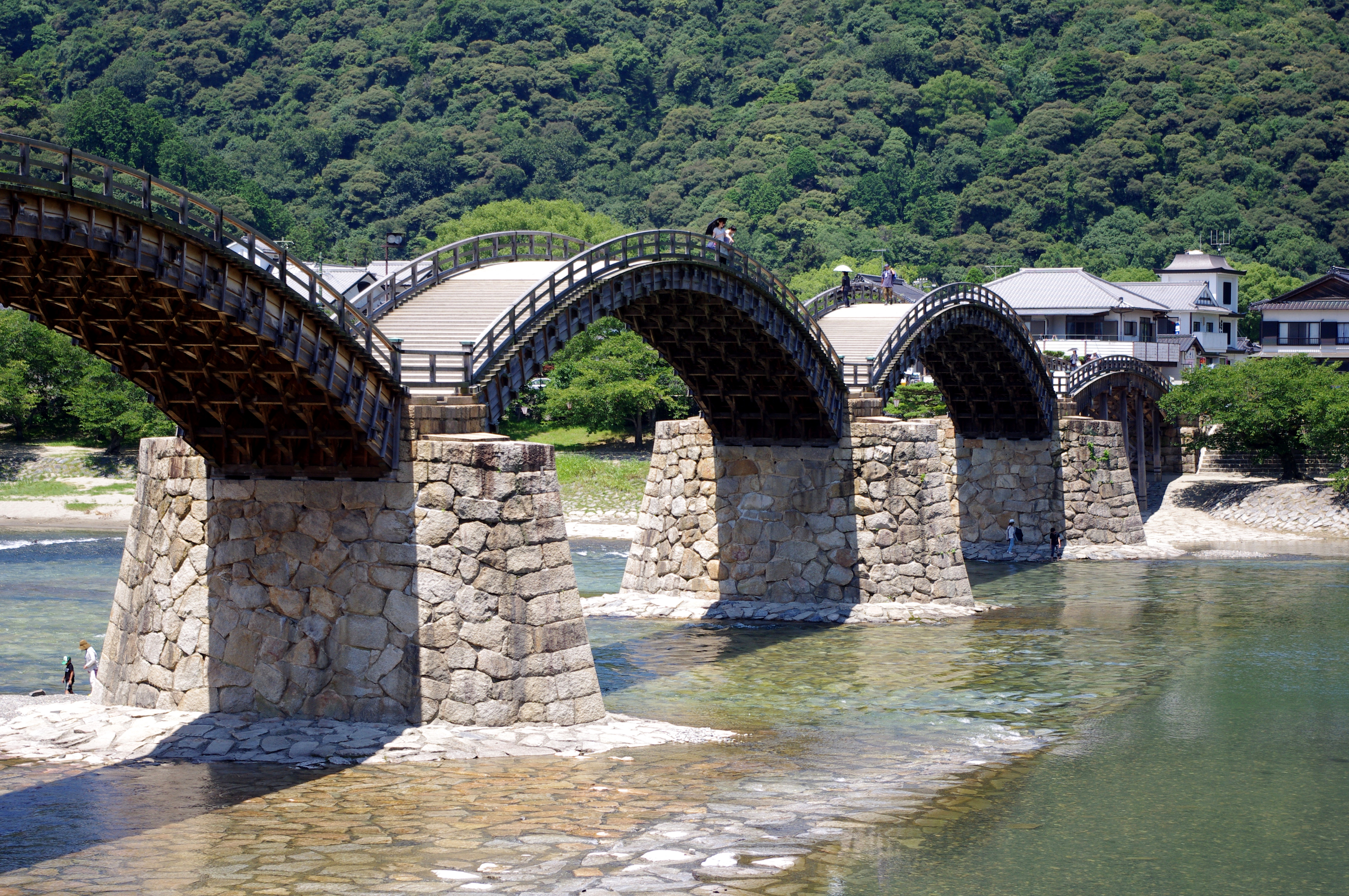
錦帶橋

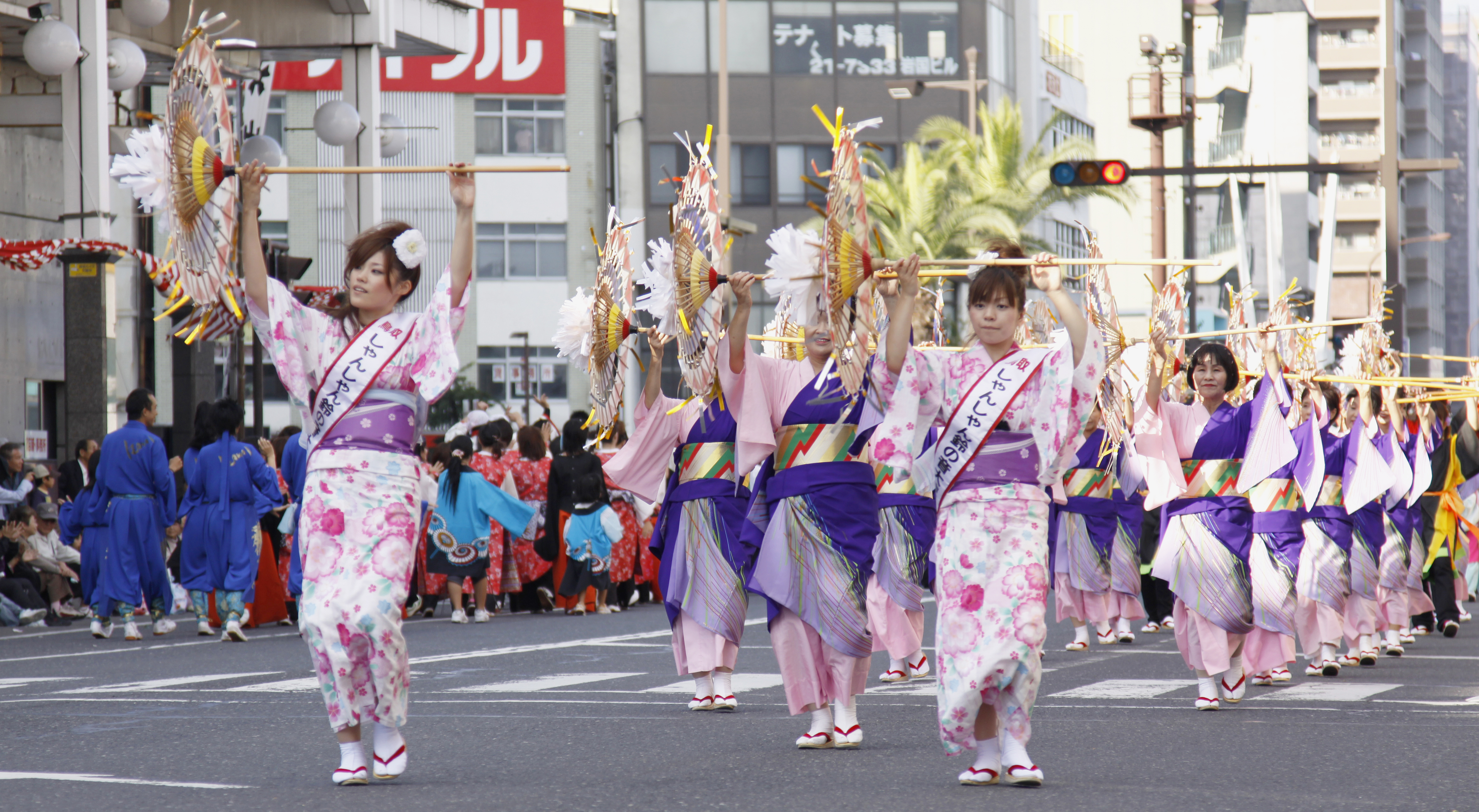
岩國祭

岩國地區
- 白崎八幡宮
- 錦帶橋
- 岩國城
- 櫻井戶（名水百選）
- 通津海水浴場
- 岩國徴古館
- 岩國美術館+柏原Collection

錦地區
- 羅漢山
- 寂地峽
- 雙津峽溫泉
- 深谷峽溫泉

美和地域
- 彌榮峽
- 彌榮湖（彌榮水庫）

### 行事·活動
- 錦帶橋祭（4月29日）
- 日美親善日（5月5日）美軍岩國基地對外開放、軍用機展示、飛行表演等
- 錦川鵜鶘捕魚操演（6月1日〜8月31日 錦帶橋附近的錦川）
- 彌榮湖Sport Festival（7月最後週六、週日）
- 錦川水之祭典（8月第一週六）錦帯橋週邊的煙火大會
- 周防祖生的柱松行事（8月中旬）周東町祖生地區一帶 日本重要無形民俗文化財
- 岩国行波神舞（10月中旬）行波地區 日本重要無形民俗文化財
- 岩国祭（10月第三週六、週日）岩國車站前一帶
- Yu you Festa（10月）由宇町週邊
- 鞍掛城祭（11月）玖珂町週邊
- 三樂祭（11月）美和町一帶
- 周東食肉Fair（11月最後週日）周東町一帶

## 教育

### 短期大學
- 岩國短期大學

### 高等學校
- 山口縣立岩國高等學校
  - 坂上分校
  - 廣瀨分校（2025年3月1日，最後一批12人畢業生畢業後廢校）
- 山口縣立岩國綜合高等學校
- 山口縣立岩國商業高等學校
- 山口縣立岩國工業高等學校
- 山口縣立高森高等學校
- 高水高等學校

## 媒体
- 山口新闻岩国支局

## 姊妹、友好都市

### 日本
- 鳥取市（鳥取縣）

### 海外
- 埃弗里特（美國華盛頓州斯諾霍米什郡）
- 容迪亞伊（巴西聖保羅州）
- 太倉市（中華人民共和國江蘇省蘇州市）

## 本地出身之名人
- 蘆岡俊明：前職業棒球選手
- 岩川隆：作家
- 岩瀨成子：兒童文學作家
- 宇津本直紀：前DEEN成員、音樂製作人
- 宇野千代：作家
- 江木翼：前貴族院議員、曾任司法大臣、鐵道大臣
- 大友柳太朗：俳優
- 岡本信人：俳優
- 河上肇：經濟學者
- 魁傑將晃：前大相撲力士
- 栗栖赳夫：前大藏大臣
- 琴岩國武士：前大相撲力士
- 佐古正人：俳優、配音員
- 重宗雄三：前日本參議院議長
- 難波圭一：配音員
- 田島直人：田徑選手、1936年夏季奧林匹克運動會三級跳金牌
- 田中稻城：帝國圖書館（現在的國立國會圖書館）第一任館長
- 田中穗積：作曲家
- 玉乃世履：第一任大審院長
- 西村茂生：曾任岩國市市長、眾議院議員
- 長谷川好道：前日本陸軍元帥
- 平岡秀夫：日本眾議院議員
- 弘兼憲史：漫畫家
  - 島耕作：弘兼憲史所創造出來的一個漫畫人物
- 福田良彥：岩國市市長、曾任日本眾議院議員
- 藤井かすみ：女子職業高爾夫選手
- 藤岡市助：東芝創辦人
- 藤重政孝：歌手、俳優
- 藤谷光信：參議院議員
- 又野誠治：俳優
- 松林和雄：前職業棒球選手
- 松林慎司：俳優
- 真柴あずき：編劇
- 三上真司：遊戲製作人，被稱為「惡靈古堡之父」
- 森慎二：職業棒球選手
- 山口瑠美：演歌歌手
- 吉田矢健治：作曲家
- 石田ニコル：模特兒

## 外部連結
- （日語） 岩國市觀光協會 （页面存档备份，存于）
- OpenStreetMap上有關岩國市的地理